# Hrabstwo Mississippi (Missouri)
Hrabstwo Mississippi (ang. Mississippi County) – hrabstwo w południowo-wschodniej części stanu Missouri w Stanach Zjednoczonych. Obszar całkowity hrabstwa obejmuje powierzchnię 764,59 mil2 (1 980 km²). Według danych z 2010 r. hrabstwo miało 14 358 mieszkańców. Hrabstwo powstało 14 lutego 1845 roku, a jego nazwa pochodzi od rzeki Missisipi, która stanowi wschodnią granicę hrabstwa.

## Sąsiednie hrabstwa
- Hrabstwo Alexander (Illinois) (północ)
- Hrabstwo Ballard (Kentucky) (północny wschód)
- Hrabstwo Carlisle (Kentucky) (wschód)
- Hrabstwo Hickman (Kentucky) (południowy wschód)
- Hrabstwo Fulton (Kentucky) (południe)
- Hrabstwo New Madrid (południowy zachód)
- Hrabstwo Scott (zachód)

## Miasta i miejscowości
- Anniston
- Bertrand
- Charleston
- East Prairie
- Miner
- Wyatt

## Wioski
- Pinhook
- Wilson City